# Julio Peralta
Julio Leonardo Peralta Martínez, v profesionálním tenisu známý jen jako Julio Peralta (* 9. září 1981 Paramaribo, Surinam) je chilský profesionální tenista. Ve své dosavadní kariéře na okruhu ATP Tour vyhrál šest deblových turnajů. Na challengerech ATP a okruhu ITF získal osm titulů ve dvouhře a osmnáct ve čtyřhře.
Na žebříčku ATP byl ve dvouhře nejvýše klasifikován v prosinci 2003 na 212. místě a ve čtyřhře pak v říjnu 2017 na 29. místě. Trénuje ho Dan Grossman.
V chilském daviscupovém týmu debutoval v roce 2016 čtvrtfinálem 1. skupiny americké zóny proti Dominikánské republice, v němž vyhrál debla s krajanem Podlipnikem-Castillem. Chilané postoupili po výhře 5:0 na zápasy. Do září 2017 v soutěži nastoupil k jedinému mezistátnímu utkáním s bilancí 0–0 ve dvouhře a 1–0 ve čtyřhře.
Chile reprezentoval na Letních olympijských hrách 2016 v Riu de Janeiru, kde nastoupil do mužské čtyřhry s Hansem Podlipnikem-Castillem na divokou kartu Mezinárodní tenisové federace. Soutěž opustili po prohře v úvodním kole od pozdějších bronzových medailistů Steva Johnsona a Jacka Socka ze Spojených států.

## Tenisová kariéra
V rámci hlavních soutěží událostí okruhu ITF debutoval v dubnu 1998, když na turnaj v Santiagu obdržel divokou kartu. V úvodním kole podlehl Brazilci Danielu Melovi. Premiérový singlový titul na challengerech si odvezl z Belo Horizonte, kde v červenci 2003 ve finále přehrál thajského hráče Danaie Udomčokeho.
Ve dvouhře okruhu ATP World Tour debutoval na lednovém Movistar Open 2008 ve Viña del Mar. Ve druhém kole kvalifikace vypadl se Španělem Marcelem Granollersem. Hlavní soutěž v této úrovni tenisu si, vyjma grandslamu, poprvé zahrál v únorové mužské čtyřhře Ecuador Open Quito 2016, kde se stabilním argentinským spoluhráčem Horaciem Zeballosem skončili ve čtvrtfinále. Premiérový kariérní titul pak získal v závěru téhož měsíce v deblu Brasil Open 2016, probíhajícího v São Paulo poté, co se Zeballosem ver finále zdolali španělskou dvojici Pablo Carreño Busta a David Marrero..
Po dvouleté přestávce způsobené zraněním se na tenisové dvorce vrátil červnovým challengerem Sparkassen Open 2011 v Braunschweigu. Po zvládnuté tříkolové kvalifikaci vypadl ve druhém kole dvouhry s Portugalcem Fredem Gilem. Posledním turnajem před zraněním se stal kvaliční turnaj červencového Allianz Suisse Open Gstaad 2009.
Debut v hlavní soutěži nejvyšší grandslamové kategorie zaznamenal v mužské čtyřhře US Open 2015, do níž obdržel s Američanem Mattem Seebergerem divokou kartu. V úvodním kole však podlehli kolumbijsko-australskému páru Santiago Giraldo a Rameez Junaid.

## Finále na okruhu ATP Tour
| Legenda                     |
| D – dvouhra; Č – čtyřhra    |
| Grand Slam (0)              |
| Turnaj mistrů (0)           |
| ATP Tour Masters 1000 (0–0) |
| ATP Tour 500 (1–0 Č)        |
| ATP World Tour 250 (5–4 Č)  |

### Čtyřhra: 10 (6–4)
| Stav      | č. | datum             | turnaj                       | povrch    | spoluhráč         | soupeři ve finále                 | výsledek         |
| --------- | -- | ----------------- | ---------------------------- | --------- | ----------------- | --------------------------------- | ---------------- |
| Vítěz     | 1. | 27. února 2016    | São Paulo, Brazílie          | antuka    | Horacio Zeballos  | Pablo Carreño Busta David Marrero | 4–6, 6–1, [10–5] |
| Vítěz     | 2. | 24. července 2016 | Gstaad, Švýcarsko            | antuka    | Horacio Zeballos  | Mate Pavić Michael Venus          | 7–6(7–2), 6–2    |
| Vítěz     | 3. | 25. září 2016     | Mety, Francie                | tvrdý     | Horacio Zeballos  | Mate Pavić Michael Venus          | 6–3, 7–6(7–4)    |
| Finalista | 1. | 11. února 2017    | Quito, Ekvádor               | antuka    | Horacio Zeballos  | James Cerretani Philipp Oswald    | 3–6, 1–2skreč    |
| Vítěz     | 4. | 16. dubna 2017    | Houston, Spojené státy       | antuka    | Horacio Zeballos  | Dustin Brown Frances Tiafoe       | 4–6, 7–5, [10–6] |
| Finalista | 2. | 25. srpna 2017    | Winston-Salem, Spojené státy | antuka    | Horacio Zeballos  | Jean-Julien Rojer Horia Tecău     | 3–6, 4–6         |
| Finalista | 3. | září 2017         | Petrohrad, Rusko             | tvrdý (h) | Horacio Zeballos  | Roman Jebavý Matwé Middelkoop     | 4–6, 4–6         |
| Finalista | 4. | říjen 2017        | Antverpy, Belgie             | tvrdý (h) | Santiago González | Scott Lipsky Divij Šaran          | 4–6, 6–2, [5–10] |
| Vítěz     | 5. | červenec 2018     | Båstad, Švédsko              | antuka    | Horacio Zeballos  | Simone Bolelli Fabio Fognini      | 6–3, 6–4         |
| Vítěz     | 6. | červenec 2018     | Hamburk, Německo             | antuka    | Horacio Zeballos  | Oliver Marach Mate Pavić          | 6–1, 4–6, [10–6] |

## Finále na challengerech ATP a okruhu Futures
| Legenda                     |
| --------------------------- |
| Challengery (1–0 D; 10–6 Č) |
| Futures (7–6 D; 8–4 Č)      |

### Dvouhra: 14 (8–6)
| Stav      | č. | datum             | turnaj                   | povrch | soupeř ve finále        | výsledek           |
| --------- | -- | ----------------- | ------------------------ | ------ | ----------------------- | ------------------ |
| Finalista | 1. | 28. srpna 2000    | Peru F1, Peru            | antuka | Júlio Silva             | 6–7(4–7), 6–3, 3–6 |
| Finalista | 2. | 4. prosince 2000  | Chile F9, Chile          | antuka | Patricio Rudi           | 6–3, 6–7(2–7), 0–6 |
| Finalista | 3. | 16. července 2001 | Romania F3, Rumunsko     | antuka | Gabriel Moraru          | 6–7(6–8), 6–7(3–7) |
| Vítěz     | 1. | 3. září 2001      | Peru F2, Peru            | antuka | Yohny Romero            | 6–3, 6–3           |
| Vítěz     | 2. | 24. září 2001     | Bolivia F2, Bolívie      | antuka | Phillip Harboe          | 6–3, 6–4           |
| Finalista | 4. | 8. října 2001     | Paraguay F1, Paraguay    | antuka | Sebastián Decoud        | 3–6, 1–6           |
| Vítěz     | 3. | 14. dubna 2003    | Chile F3, Chile          | antuka | Phillip Harboe          | 4–6, 6–4, 6–2      |
| Vítěz     | 4. | 28. července 2003 | Belo Horizonte, Brazílie | tvrdý  | Danai Udomčoke          | 7–6(8–6), 1–6, 6–1 |
| Vítěz     | 5. | 2. srpna 2004     | Chile F1-A, Chile        | antuka | Damián Patriarca        | 6–2, 6–1           |
| Finalista | 5. | 9. srpna 2004     | Chile F1-B, Chile        | antuka | Cristian Villagrán      | 4–6, 4–6           |
| Vítěz     | 6. | 27. října 2008    | Chile F4, Chile          | antuka | Jorge Aguilar           | 6–4, 6–2           |
| Vítěz     | 7. | 3. listopadu 2008 | Chile F5, Chile          | antuka | Bruno Tiberti           | 6–0, 6–2           |
| Vítěz     | 8. | 4. listopadu 2014 | USA F5, Spojené státy    | antuka | Jean-Yves Aubone        | 6–2, 6–1           |
| Finalista | 6. | 1. prosince 2014  | Chile F9, Chile          | antuka | Hans Podlipnik-Castillo | 2–6, 3–6           |

### Čtyřhra (18 titulů)
| č.  | datum             | turnaj                     | povrch | spoluhráč            | poražení finalisté                       | výsledek              |
| --- | ----------------- | -------------------------- | ------ | -------------------- | ---------------------------------------- | --------------------- |
| 1.  | 27. října 2008    | Chile F4, Chile            | antuka | Mathieu Guenat       | Cristóbal Saavedra-Corvalán Angel Torres | 6–2, 6–2              |
| 2.  | 3. listopadu 2014 | USA F30, Spojené státy     | antuka | Matt Seeberger       | Catalin-Ionut Gard Alex Rybakov          | 6–3, 6–4              |
| 3.  | 8. prosince 2014  | Chile F10, Chile           | antuka | Mathieu Guenat       | Martin Cuevas Gustavo Guerses            | 6–2, 6–3              |
| 4.  | 15. prosince 2014 | Chile F11, Chile           | antuka | Ricardo Urzúa-Rivera | Nicolás Arreche Tomás Lipovsek           | 7–5, 6–0              |
| 5.  | 22. prosince 2014 | Chile F12, Chile           | antuka | Hans Podlipnik       | Ariel Behar Gonzalo Lama                 | 7–6(7–3), 6–2         |
| 6.  | 23. února 2015    | Panama F1, Panama          | antuka | Darian King          | Iván Endara Eduardo Agustín Torre        | w/o                   |
| 7.  | 2. března 2015    | Nicaragua F1, Nikaragua    | antuka | Juan Sebastián Gómez | Keith-Patrick Crowley Hans Hach Verdugo  | 6–3, 6–3              |
| 8.  | 27. dubna 2015    | Tallahassee, Spojené státy | antuka | Dennis Novikov       | Somdev Devvarman Sanam Singh             | 6–2, 6–4              |
| 9.  | 1. června 2015    | USA F16-A, Spojené státy   | tvrdý  | Matt Seeberger       | Tennys Sandgren Rhyne Williams           | 3–6, 6–3, [10–8]      |
| 10. | 12. října 2015    | Corrientes, Argentina      | antuka | Horacio Zeballos     | Guillermo Duran Máximo González          | 6–2, 6–3              |
| 11. | 2. listopadu 2015 | Bogotá, Kolumbie           | antuka | Horacio Zeballos     | Nicolás Barrientos Eduardo Struvay       | 6–3, 6–4              |
| 12. | 9. listopadu 2015 | Buenos Aires, Argentina    | antuka | Horacio Zeballos     | Lucas Arnold Ker Guido Andreozzi         | 6–2, 7–5              |
| 13. | 25. ledna 2016    | Bucaramanga, Kolumbie      | antuka | Horacio Zeballos     | Sergio Galdós Luis David Martínez        | 6–2, 6–2              |
| 14. | 7. března 2016    | Santiago, Chile            | antuka | Hans Podlipnik       | Facundo Bagnis Máximo González           | 7–6(7–4), 4–6, [10–5] |
| 15. | 25. dubna 2016    | Tallahassee, Spojené státy | antuka | Dennis Novikov       | Peter Luczak Marc Polmans                | 3–6, 6–4, [12–10]     |
| 16. | 25. července 2016 | Janov, Itálie              | antuka | Horacio Zeballos     | Aleksandr Buryj Andrej Vasilevskij       | 6–4, 6–3              |
| 17. | 10. října 2016    | Buenos Aires, Argentina    | antuka | Horacio Zeballos     | Sergio Galdós Fernando Romboli           | 7–6(7–5), 7–6(7–1)    |
| 18. | 17. října 2016    | Santiago, Chile            | antuka | Horacio Zeballos     | Máximo González Sergio Galdós            | 6–3, 6–4              |